# Futbol'nyj Klub Nyva Buzova
Il Futbol'nyj Klub Nyva Buzova (in ucraino Футбольний клуб Нива Бузова?, traslitterazione anglosassone FC Nyva Buzova), è stata una società calcistica ucraina con sede nella città di Buzova.

## Storia
Il club è stato fondato nel 1980, ed è stata attiva a livelli prettamente amatoriali. Tra il 2009 e il 2017, il club è stato inattivo.
A partire dal 2017, il club ha ripreso la sua attività sportiva, prendendo parte ai campionati regionali fino al 2022. Proprio nel 2022, la squadra ha ottenuto lo status di club professionistico ed è stato ammesso alla Druha Liha, la terza serie calcistica ucraina.
Nel maggio del 2023, al suo esordio assoluto tra i professionisti, vince il campionato di terza serie e viene promosso in Perša Liha.
Nel 2024, il club si fonde con il Kudrivka, mantenendo la denominazione di quest'ultima.

## Organico

### Rosa 2022-2023
| N. |                    | Ruolo | Calciatore                  |
| -- | ------------------ | ----- | --------------------------- |
| 1  | Ucraina (bandiera) | P     | Roman Zakharchuk            |
| 3  | Ucraina (bandiera) | D     | Ivan Sklyarenko             |
| 4  | Ucraina (bandiera) | C     | Yevhen Mykolayuk (capitano) |
| 5  | Ucraina (bandiera) | C     | Vyacheslav Turchanov        |
| 6  | Ucraina (bandiera) | C     | Dmytro Zahalevych           |
| 7  | Ucraina (bandiera) | C     | Yaroslav Zakharevych        |
| 8  | Ucraina (bandiera) | A     | Denys Skepskyi              |
| 9  | Ucraina (bandiera) | C     | Ihor Koshman                |
| 10 | Ucraina (bandiera) | C     | Serhiy Zuyevych             |
| 11 | Ucraina (bandiera) | A     | Ivan Somov                  |
| 12 | Ucraina (bandiera) | P     | Yaroslav Protsenko          |
| 13 | Ucraina (bandiera) | C     | Oleksandr Kalinin           |
| 14 | Ucraina (bandiera) | C     | Andriy Holovatenko          |

| N. |                    | Ruolo | Calciatore           |
| -- | ------------------ | ----- | -------------------- |
| 15 | Ucraina (bandiera) | C     | Dmytro Melnichenko   |
| 16 | Ucraina (bandiera) | C     | Vladyslav Sokol      |
| 17 | Ucraina (bandiera) | C     | Maksym Yevpak        |
| 18 | Ucraina (bandiera) | A     | Bohdan Semenets      |
| 20 | Ucraina (bandiera) | C     | Yevhen Misyura       |
| 23 | Ucraina (bandiera) | D     | Anatoliy Taran       |
| 25 | Ucraina (bandiera) | D     | Yevheniy Yarmak      |
| 27 | Ucraina (bandiera) | C     | Volodymyr Tymenko    |
| 29 | Ucraina (bandiera) | A     | Dmytro Jeremenko     |
| 30 | Ucraina (bandiera) | D     | Oleksiy Malaki       |
| 32 | Ucraina (bandiera) | P     | Oleksandr Lytvynenko |
| 76 | Ucraina (bandiera) | C     | Denys Tkachenko      |

## Palmarès

### Competizioni nazionali
- Druha Liha: 1

2022-2023